# Prednja operativna baza
Prednja operativna baza (angleško Forward Operating Base; kratica FOB) je nestalni vojaški objekt, ki je sestavljen iz letalske steze ali heliodroma, pomožnih bivalnih objektov (po navadi zemljanke, bunkerji ali šotori) in obrambnih položajev (strelski jarki, bunkerji). Sama baza je bila lahko operativna dalj časa, toda ni imela postavljenih stalnih objektov.
Prednja operativna baza je izhodišče za vojaške operacije v okolici in predstavlja prvo linijo obrambe. FOB je odvisna od glavne operativne baze, ki jo oskrbuje z zalogami in menja posadko baze. Vsaka glavna operativna baza ima lahko več FOBov.
Največja uporaba takih baz je bila med vietnamsko vojno, ko je Kopenska vojska Združenih držav Amerike vzpostavila večjo število FOBov v osrčju sovražnikovega ozemlja. Iz teh baz so nato izvajali omejene napade in/ali zasede na pripadnike Vietkonga.
Obstajala sta dva tipa baz: 
- baza na vrhu hriba (očistili in zravnali so vrh hriba ter organizirali krožno obrambo, na najbolj primerni točki je bil heliodrom) in
- baza v dolini (baza je bila vzpostavljena okoli primernega ravnega predela (za letalsko stezo); obramba je bila zelo otežena, saj so bili po navadi napadeni iz bližnjih hribov).